# Mikey Madison
Mikaela Madison Rosberg (Los Angeles, 1999.március 25. –), ismertebb nevén Mikey Madison Oscar- és BAFTA-díjas amerikai színésznő.
Karrierjét rövidfilmekben kezdte, majd az FX Better Things (2016–2022) cimű sorozatában nyújtott alakításával szerzett elismerést. Később Susan Atkinst formálta meg Quentin Tarantino Volt egyszer egy Hollywood (2019) című vígjáték-drámájában. A 2022-es Sikoly című filmben Amber Freemanként szerepelt.
Sean Baker 2024-es Anora című rendezése hozta meg számára a világhírnevet. Főszereplőként egy fiatal szexmunkásnőt alakított, amellyel BAFTA-, és Oscar-díjakat nyert.

## Fiatalkora
Mikaela Madison Rosberg néven született Los Angelesben, zsidó származású pszichológus szülők lányaként. Egy ideig Santa Claritában élt, míg a család Woodland Hillsbe nem költözött. Három testvére van, egy ikertestvére, és két nővére.
Kezdetben versenyszerű lovaglással akart foglalkozni, de 14 évesen a színművészetre váltott. Hetedikes kora után magántanuló lett.

## Pályafutása
Színészként 2013-ban debütált a Retirement and Pani's Box című rövidfilmben. 2014-ben ismét egy rövidfilmben szerepelt (Bound for Greatness),  ezután kapott szerepet első nagyfilmjében, a  Liza, Liza, Skies Are Grey-ben, ahol a címszereplő Lizát játszotta. A film csak 2017-ben jelent meg.
2016-ban főszerepet kapott, a mogorva tinédzser Maxine "Max" Fox-ként tűnt fel az FX Better Things című sorozatában, melynek alkotója Louis C.K. és Pamela Adlon volt. A sorozat 2016-tól 2022-ig futott. 2017–2018 között az Imposters című sötét humorú vígjátéksorozatban vendégszerepelt. 2018-ban feltűnt a Monster és a Nostalga című filmekben.

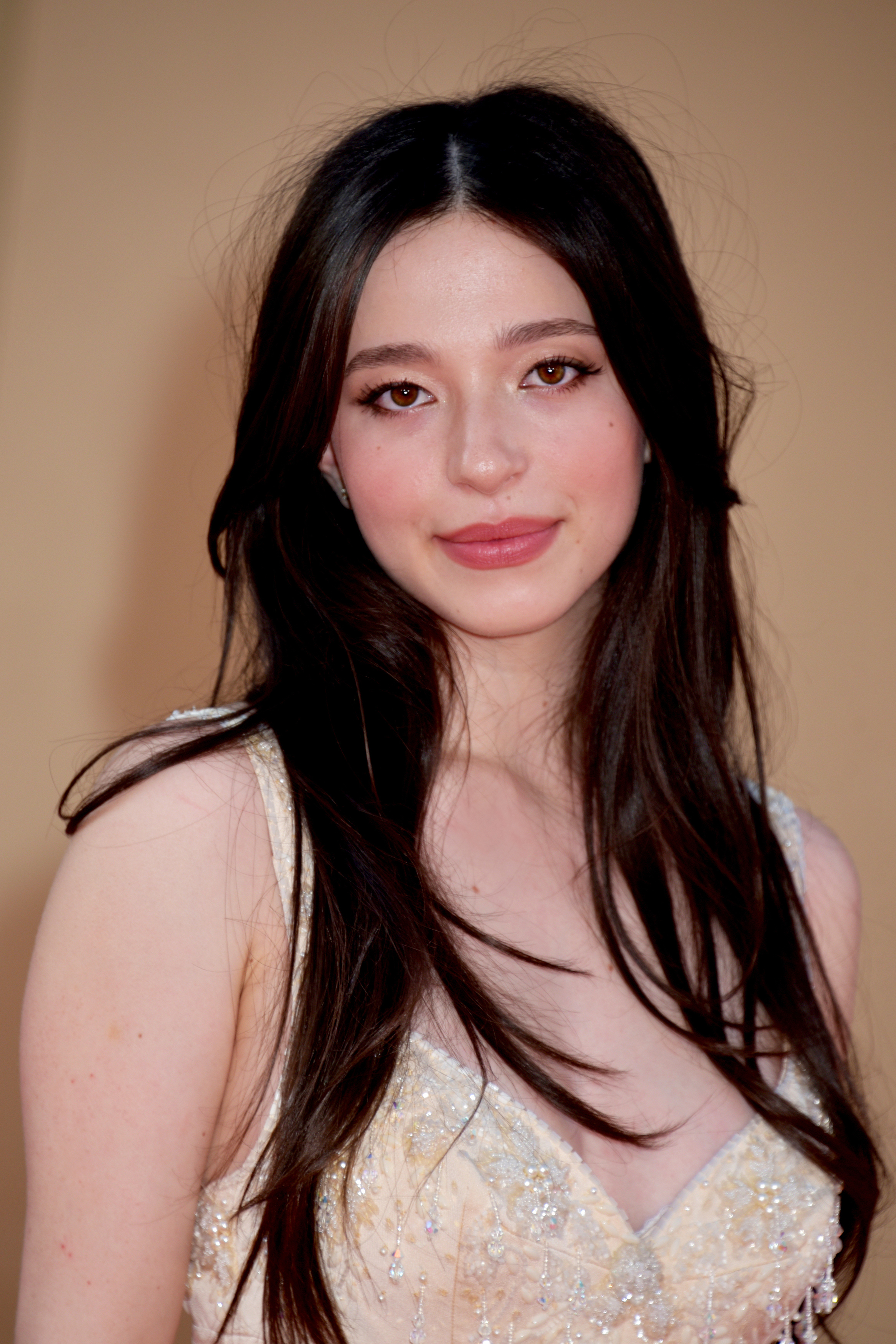
2019-ben

Első, nagyobb elismerést hozó alakítása Quentin Tarantino Volt egyszer egy Hollywood című filmjében volt, ahol Susan Atkins bőrébe bújt. A filmet a 2019-es cannes-i fesztiválon mutatták be, később hatalmas bevételi sikert aratott. Szinkronhangként a 2019-es Addams Family – A galád család című animációs filmben debütált.
A következő évben Madisont választották ki Amber Freeman szerepére a Sikoly V.-ben, mely 2022-ben került a mozikba, bevételi és kritikai sikerrel.
2024-ben Madison mellékszereplőt játszott a Lady in the Lake című minisorozatban. Az Anora című romantikus drámafilmbe Sean Baker őt választotta  a főszereplő sztríptiztáncosnő és szexmunkás Anora szerepére. A szereplőt pontosan Madison számára találta ki Baker, miután csak miatta kétszer megnézte a Volt egyszer egy Hollywood című filmet (aminek csak a végén szerepel), majd a Sikoly V.-ben nyújtott alakítását. A szerep kedvéért oroszul tanult, és kaszkadőr nélkül szerepelt a harci jelenetekben. A 2024-es cannes-i fesztiválon mutatták be a filmet, a kritikusok elismerése mellett, elnyerve az Arany Pálma díjat. A film magas bevételt és kritikai sikert ért el, Madison alakítását is méltatták. Richard Lawson kritikus kiemelte a színésznő brooklyni akcentusát, illetve a filmben nyújtott "nagyszabású és eleven, pimasz, de elbűvölő" alakítását.
Alakításával megnyerte a legjobb női főszereplőnek járó Oscar-díjat (első Z generációs színészként), valamint a BAFTA-díj a legjobb női főszereplőnek járó díjat, emellett jelölték a Golden Globe-ra és a SAG-díjra, ugyanebben a kategóriában.

## Magánélete
Madison továbbra is szülővárosában, Los Angelesben él. Vegán életmódot folytat. Nem használ közösségi média platformokat. Egy 2024-es Bustle interjúban kijelentette, hogy nem tűnik „hitelesnek vagy természetesnek” számára, illetve hogy nem lenne semmi hatásos mondanivalója a közösségi médiában. Hozzáteszi, hogy ő „nagyon érzékeny személy”, aki úgy gondolja, hogy az embereknek nem szabadna elolvasniuk, amit más emberek gondolnak róluk, így mentális egészsége miatt figyelmen kivül hagyja az internetnek ezt a részét.

## Filmográfia

### Film
| Év   | Magyar cím                     | Eredeti cím                   | Szerep                    | Magyar hang   | Ref.   |
| ---- | ------------------------------ | ----------------------------- | ------------------------- | ------------- | ------ |
| 2017 |                                | Liza, Liza, Skies Are Grey    | Liza                      |               | [ 11 ] |
| 2018 |                                | Nostalgia                     | Kathleen                  |               | [ 38 ] |
| 2018 |                                | Monster                       | Alexandra Floyd           |               |        |
| 2019 | Volt egyszer egy Hollywood     | Once Upon a Time in Hollywood | Susan "Sadie" Atkins      | Sodró Eliza   | [ 39 ] |
| 2019 | Addams Family – A galád család | The Addams Family             | Candi, a barista (hangja) |               | [ 40 ] |
| 2021 |                                | It Takes Three                | Kat Walker                |               | [ 41 ] |
| 2022 | Sikoly                         | Scream                        | Amber Freeman             | Pekár Adrienn | [ 39 ] |
| 2023 |                                | All Souls                     | River                     |               | [ 42 ] |
| 2024 | Anora                          | Anora                         | Anora "Ani" Mikheeva      | Pekár Adrienn | [ 39 ] |

### Televízió
| Év        | Magyar cím          | Eredeti cím         | Szerep             | Megjegyzések                                  | Ref.   |
| --------- | ------------------- | ------------------- | ------------------ | --------------------------------------------- | ------ |
| 2016–2022 | Jobb idők           | Better Things       | Maxine "Max" Fox   | - főszereplő - magyar hangja: - Pekár Adrienn | [ 39 ] |
| 2017–2018 |                     | Imposters           | fiatal Maddie      | 2 epizód                                      | [ 43 ] |
| 2024      | Nő a tóban          | Lady in the Lake    | Judith Weinstein   | minisorozat (7 epizód)                        | [ 21 ] |
| 2025      | Saturday Night Live | Saturday Night Live | önmaga (házigazda) | 1 epizód                                      |        |

## Díjak és jelölések

### Főbb díjak
| Év   | Díj                             | Kategória                                          | Jelölt mű | Eredmény | Forrás |
| ---- | ------------------------------- | -------------------------------------------------- | --------- | -------- | ------ |
| 2024 | National Board of Review Awards | legjobb, áttörést hozó alakítás                    | Anora     | Elnyerte |        |
| 2025 | AACTA International Awards      | legjobb női főszereplő                             | Anora     | Jelölve  | [ 44 ] |
| 2025 | Oscar-díj                       | legjobb női főszereplő                             | Anora     | Elnyerte | [ 45 ] |
| 2025 | BAFTA-díj                       | legjobb női főszereplő                             | Anora     | Elnyerte | [ 46 ] |
| 2025 | BAFTA-díj                       | Rising Star Award                                  | N/A       | Jelölve  | [ 46 ] |
| 2025 | Critics' Choice Awards          | legjobb női főszereplő                             | Anora     | Jelölve  | [ 47 ] |
| 2025 | Critics' Choice Awards          | legjobb színészgárda                               | Anora     | Jelölve  | [ 47 ] |
| 2025 | Golden Globe-díj                | legjobb női főszereplő – filmmusical vagy vígjáték | Anora     | Jelölve  | [ 48 ] |
| 2025 | Independent Spirit Awards       | legjobb főszereplő                                 | Anora     | Elnyerte | [ 49 ] |
| 2025 | Screen Actors Guild-díj         | legjobb női főszereplő (mozifilm)                  | Anora     | Jelölve  |        |
| 2025 | Screen Actors Guild-díj         | legjobb szereplőgárda (mozifilm)                   | Anora     | Jelölve  |        |

### További díjak
| Év   | Díj                                           | Kategória                               | Film  | Eredmény | Forrás |
| ---- | --------------------------------------------- | --------------------------------------- | ----- | -------- | ------ |
| 2024 | Astra Film Awards                             | Legjobb színésznő                       | Anora | Jelölve  | [ 50 ] |
| 2024 | Atlanta Film Critics Circle                   | Legjobb színésznő                       | Anora | Elnyerte | [ 51 ] |
| 2024 | Boston Society of Film Critics                | Legjobb színésznő                       | Anora | Elnyerte |        |
| 2024 | Chicago Film Critics Association              | Legjobb színésznő                       | Anora | Jelölve  | [ 52 ] |
| 2024 | Deauville American Film Festival              | Hollywood Feltörekvő Csillaga-díj       | N/A   | Elnyerte | [ 53 ] |
| 2024 | SCAD Savannah Film Festival                   | Breakthrough Award                      | N/A   | Elnyerte | [ 54 ] |
| 2024 | Mill Valley Film Festival                     | MVFF Áttörő alakításért járó díj        | Anora | Elnyerte | [ 55 ] |
| 2024 | Gotham Awards                                 | Kiemelkedő főszereplői alakítás         | Anora | Jelölve  | [ 56 ] |
| 2024 | Iowa Film Critics Association                 | Legjobb színésznő                       | Anora | Elnyerte | [ 57 ] |
| 2024 | Las Vegas Film Critics Society                | Legjobb színésznő                       | Anora | Elnyerte | [ 58 ] |
| 2024 | Los Angeles Film Critics Association          | Legjobb főszereplői alakítás            | Anora | Elnyerte | [ 59 ] |
| 2024 | New York Film Critics Online                  | Legjobb színésznő                       | Anora | Jelölve  |        |
| 2024 | Phoenix Critics Circle                        | Legjobb színésznő                       | Anora | Elnyerte | [ 60 ] |
| 2024 | San Diego Film Critics Society                | Legjobb színésznő                       | Anora | Jelölve  | [ 61 ] |
| 2024 | San Diego Film Critics Society                | Breakthrough Performance                | Anora | Elnyerte |        |
| 2024 | San Francisco Bay Area Film Critics Circle    | Legjobb színésznő                       | Anora | Jelölve  | [ 62 ] |
| 2024 | Seattle Film Critics Society                  | Legjobb színésznő                       | Anora | Elnyerte | [ 63 ] |
| 2024 | Southeastern Film Critics Association         | Legjobb színésznő                       | Anora | Elnyerte |        |
| 2024 | St. Louis Film Critics Association            | Legjobb színésznő                       | Anora | Elnyerte |        |
| 2024 | Toronto Film Critics Association              | Kiemelkedő főszereplői alakítás         | Anora | Elnyerte | [ 64 ] |
| 2024 | Virginia Film Festival                        | A színészet terén elért eredmények díja | Anora | Elnyerte | [ 65 ] |
| 2024 | Washington D.C. Area Film Critics Association | Legjobb színésznő                       | Anora | Elnyerte | [ 66 ] |
| 2025 | Alliance of Women Film Journalists            | Legjobb színésznő                       | Anora | Jelölve  | [ 67 ] |
| 2025 | Alliance of Women Film Journalists            | Legjobb női áttörő alakítás             | Anora | Elnyerte | [ 67 ] |
| 2025 | Georgia Film Critics Association              | Legjobb színésznő                       | Anora | Elnyerte | [ 68 ] |
| 2025 | Irish Film & Television Awards                | Legjobb nemzetközi színésznő            | Anora | Jelölve  | [ 69 ] |
| 2025 | Online Film Critics Society                   | Legjobb színésznő                       | Anora | Elnyerte | [ 70 ] |
| 2025 | Palm Springs International Film Festival      | Áttörő alakításért járó díj             | Anora | Elnyerte | [ 71 ] |
| 2025 | Satellite Awards                              | Legjobb színésznő                       | Anora | Jelölve  | [ 72 ] |

## Fordítás
- Ez a szócikk részben vagy egészben  a   Mikey Madison című angol Wikipédia-szócikk fordításán alapul.  Az eredeti cikk szerkesztőit annak laptörténete sorolja fel. Ez a jelzés csupán a megfogalmazás eredetét és a szerzői jogokat jelzi, nem szolgál a cikkben szereplő információk forrásmegjelöléseként.